# Tentativa de golpe de Estado na Libéria em 1994
A tentativa de golpe de Estado na Libéria em 1994 foi uma intentona golpista na Libéria por elementos dissidentes das Forças Armadas da Libéria, lideradas pelo General Charles Julu, contra o Governo Nacional de Transição da Libéria, durante a Primeira Guerra Civil Liberiana. As forças de manutenção da paz que faziam parte do Grupo de Monitoramento da Comunidade Econômica dos Estados da África Ocidental (ECOMOG) esmagaram a tentativa de golpe militar.

## Eventos
A tentativa de golpe foi lançada em 15 de setembro, com algumas centenas de soldados das Forças Armadas da Libéria liderados pelo General Charles Julu sob a bandeira do Novo Horizonte para a Nova Direção (em inglês:  New Horizon for New Direction) assumindo o controle da Mansão Executiva administrativa em Monróvia. As forças dissidentes também tentaram assumir o controle da rádio e das telecomunicações estatais do país, mas foram posteriormente derrotadas pelas forças de manutenção da paz. Último reduto do golpe fracassado, a mansão costeira foi continuamente bombardeada por canhoneiras e tanques das forças de manutenção da paz. Um projétil disparado de uma das canhoneiras caiu acidentalmente perto do escritório local do Comitê Internacional da Cruz Vermelha (CICV), resultando em uma única vítima civil. Depois de um ataque bem sucedido à mansão, que levou as forças de manutenção da paz a recuperarem o controle, a intentona golpista foi finalmente frustrada.
Após o golpe de Estado fracassado, as tropas da ECOMOG detiveram o General Charles Julu juntamente com cerca de oitenta outros, levando-os sob sua custódia. O líder golpista foi condenado à prisão perpétua por sedição, mas foi posteriormente libertado em 1996. O Presidente David D. Kpormakpor, do governo de transição, procurou punir as Forças Armadas por não ter intervindo para impedir o golpe, apesar de saber disso com antecedência, usando o seu papel como Comandante-em-Chefe para apelar à destituição de altos oficiais das Forças Armadas dos seus cargos. O descumprimento por parte das Forças Armadas das ordens do Presidente Kpormakpor levou a novos confrontos entre eles e as forças da ECOMOG.

## Motivos
Durante o depoimento de Charles Julu à Comissão da Verdade e da Reconciliação da Libéria, o general reformado explicou que o principal motivo da tentativa de golpe era evitar a ocorrência de um aparente vácuo de poder, uma vez que o mandato do governo de transição estava prestes a expirar. Assim, ele considerou necessário intervir militarmente e garantir que a Libéria não sofresse com o caos e a instabilidade política. Charles Julu também pretendia evitar que o líder rebelde Charles Taylor tomasse o poder, temendo que isso apenas desestabilizasse ainda mais o país. Ao ocupar temporariamente a Mansão Executiva, ele acreditava que poderia frustrar os esforços de Taylor.